# يوثام ملك يهوذا
يوثام ملك يهوذا أو يوتام ومعنى إسمه ألله صادق وهو الملك الحادي عشر لمملكة يهوذا وابن عزيا وجده لأنه صادوق، حسب تقدير وليم ألبرايت فقد حكم من سنة 742-735 ق م وفي فترة حكمه بدأ نفوذ الآشوريين يزداد في منطقته ويهدد مملكته ومملكة إسرائيل (الشمالية) خلف يوثام من والده عزيا وحسب سفر أخبار الأيام الثاني وسفر الملوك الثاني توفي في سنة 735 ق م وخلفه في الحكم إبنه آحاز وحسب إنجيل متى هو أحد أجداد المسيح.